# Лондондерри
Лондонде́рри, также Де́рри (англ. Londonderry, Derry; ирл. Doire, или Doire Cholm Chille) — город в северо-западной части Ольстера (Северной Ирландии), административный центр одноимённого графства, крупный экономический центр и морской порт. Второй по населению город в Северной Ирландии после Белфаста и 5-й по населению на всём острове Ирландия.

## История наименования
Существует целая проблема наименования города (en:Derry/Londonderry name dispute). Приставка «Лондон-» появилась ещё в XVII веке согласно указу английского короля Якова I. С тех пор вопрос истинного наименования остаётся предметов споров англичан и ирландцев (ирландские националисты предпочитают название «Дерри», тогда как сторонники политического союза с Великобританией юнионисты используют «Лондондерри»). В настоящее время оба названия можно считать официальными, хотя шире распространено «Дерри». В 1984 году Городской совет Лондондерри изменил название на Городской совет Дерри. В целом, название «Дерри» очень распространено в Ирландии, его носят несколько достаточно крупных населённых пунктов, не считая деревень.

## География
Город лежит в характерной холмистой местности. Он расположен у устья реки Фойл, которая впадает в Лох-Фойл, являющийся, по существу, её эстуарием. Река протекает через город в глубокой долине, старый укреплённый город лежит на холме на левом берегу. Раньше река разделялась на рукава, обтекающие холм со всех сторон, но со временем западный рукав пересох, оставив на своём месте болотистую низменность, известную как Богсайд.
Современный Дерри раскинулся по обоим берегам Фойла, часть вокруг старого города известна как Ситисайд, а на противоположном берегу — как Вотерсайд. Две части соединены двумя автомобильными мостами и одним пешеходным («Мост мира»). Единственная часть города, не расположенная на крутых холмах, лежит на северо-востоке, на берегах Лох-Фойл, в основном на отвоёванных у моря землях. Сегодня там расположен один из важнейших птичьих заказников в Великобритании.
Другие важные природоохранные зоны расположены в Парке Несс, 10 миль (16 км) к востоку от города; и в Прехен-Вуд в юго-восточном пригороде.

### Климат
Климат в Дерри, как и в большей части Ирландии, океанический. Самая низкая температура, зарегистрированная на метеостанции в англ. Carmoney (8 км от центра города) — -11 °C (декабрь 1995 г.).
| Показатель                    | Янв. | Фев. | Март | Апр. | Май  | Июнь | Июль | Авг. | Сен. | Окт. | Нояб. | Дек. | Год   |
| ----------------------------- | ---- | ---- | ---- | ---- | ---- | ---- | ---- | ---- | ---- | ---- | ----- | ---- | ----- |
| Средний суточный максимум, °C | 8,0  | 8,2  | 10,1 | 12,1 | 15,0 | 17,0 | 18,9 | 18,5 | 16,7 | 13,5 | 10,2  | 8,0  |       |
| Средний суточный минимум, °C  | 2,2  | 2,1  | 3,5  | 4,8  | 7,0  | 9,7  | 11,6 | 11,4 | 9,8  | 7,2  | 4,5   | 2,5  |       |
| Среднее число дней с осадками | 17   | 13   | 16   | 12   | 12   | 11   | 13   | 13   | 13   | 16   | 19    | 15   | 170   |
| Норма осадков, мм             | 83,5 | 62,7 | 69,8 | 55,2 | 51,2 | 56,1 | 66,1 | 75,3 | 68,7 | 89,0 | 86,7  | 88,4 | 852,6 |
| Источник:                     |      |      |      |      |      |      |      |      |      |      |       |      |       |

## История

### Ранняя история
Дерри — одно из древнейших непрерывно заселённых мест в Ирландии
.
Самые ранние упоминания Дерри относятся к VI веку, когда святой Колумба основал монастырь на левом берегу Фойла, в месте, называвшемся тогда ирл. Doire Calgach. Согласно преданиям, земля была дарована Колумбе местным правителем.
С VI по XI века Дерри был преимущественно монашеским поселением.
Город приобрёл стратегическое значение во время английского завоевания Ирландии при Тюдорах, в это время он неоднократно подвергался нападениям. В 1608 году. В 1608 году город был захвачен вождём Инишоуэна Кэиром О’Доэрти (англ. Cahir O'Doherty), которому ранее был пожалован рыцарский титул за поддержку англичан. О’Доэрти сжёг город и убил его английского губернатора. Мятеж был подавлен, а О’Доэрти — казнён.

### Английская колонизация
До 1610 года нынешние земли Дерри были частью графства Донегол, пока король не передал западный берег Фойла, вместе с частями графств Колрейн, Антрим и Тирон, «Почтенному ирландскому обществу» (англ. The Honourable The Irish Society), основанным лондонскими ливрейными компаниями для колонизации графства Дерри, а город был переименован в Лондондерри. Это являлось частью усилий короны по английской колонизации Ольстера.
Дерри был первым городом с регулярной планировкой в Ирландии. Строительство велось в 1613—1619 годы и обошлось в £10.757. Согласно королевскому указу, город занимал площадь радиусом в 3 ирландские мили (около 6,1 км).
Современный город сохраняет планировку XVII века — от центральной площади расходятся 4 главные улицы, ведущие к Епископским, Паромным, Мясницким и Портовым воротам. Старейшее здание города тоже относится к той эпохе — это готический собор святого Колумбы 1633 года.

### XVII век
В 1640-х годах город пострадал от Войн трёх королевств, начиная с восстания 1641 года, когда католики предприняли неудачную попытку захватить город. В 1649 году город, поддержавший парламент, был осаждён войсками шотландских пресвитерианцев — сторонников монархии. Помощь городу пришла от неожиданного союза круглоголовых под командованием Монка и католиков, которыми командовал Оуэн Роу О'Нил (англ. Owen Roe O'Neill). Они вновь стали врагами после высадки Армии нового образца в Ирландии в 1649. Война в Ольстере закончилась разгромом ирландской католической армии в битве при англ. Scarrifholis в 1650.
Во время английской «Славной революции», на ноябрь 1688 года лишь Дерри и соседний Эннискиллен были заняты протестантами. 7 декабря к городу подошла армия в 1200 человек под руководством Александра Макдоннела, графа Антрима. Город не впустил войска. В апреле к стенам подошли основные силы Якова II и началась осада, продлившаяся 105 дней. Лишь в конце июня три вильямитских корабля смогли прорвать блокаду. За это время от 7-тысячного гарнизона осталось меньше половины. Оценки количества гражданского населения города во время осады разнятся, некоторые источники доводят общее число осаждённых до 30.000, указываются общии потери до 10.000.

### XVIII и XIX века
В XVIII веке в городе было построено много домов в георгианском стиле, сохранившиеся до наших дней. Первый мост через Фойл был построен в 1790 году. В XVIII и XIX веках отсюда покидали Ирландию многие эмигранты, основавшие, среди прочего, города Дерри и Лондондерри в Нью-Гемпшир, США.

### XX век

#### Первая половина
Во время первой мировой около 5000 жителей города обеих конфессий служили в британской армии.
В течение ирландской войны за независимость в городе было много столкновений между католиками и протестантами. Многие жители города погибли или были вынуждены покинуть свои дома. В конце концов, местные политики смогли договориться и насилие прекратилось.
В 1921 году, в результате разделения Ирландии, Дерри вдруг стал пограничным городом, потеряв старые экономические связи с регионом Донегол.
Во вторую мировую войну город сыграл большую роль в Битве за Атлантику. Порт использовался кораблями Королевского флота, канадского флота, и других союзников. В городе были расквартированы 20 000 британских, 10 000 канадских и 6000 американских моряков. Согласно секретному соглашению с Британией, в городе располагалась база ВМФ США, первая, основанная ими в Европе.
Дерри был удобен благодаря своему месторасположению — это был самый западный порт союзников в Европе; таким образом, наряду с Глазго и Ливерпулем он являлся конечной точкой маршрута европейских конвоев, прибывавших из США.

Большое количество иностранных солдат, расквартированых в Дерри, изменили его атмосферу и придали заграничный колорит, город испытывал экономический подъём. Было построено несколько аэродромов, один из которых со временем превратился в нынешний аэропорт Дерри.
Из жителей города был набран 9-й тяжёлый зенитный полк (англ. 9th (Londonderry) Heavy Anti-Aircraft Regiment, так называемые «Парни Дерри»), воевавший в Северной Африке, Судане, Италии и Великобритании.
После капитуляции Германии в порту стояли 60 немецких подлодок, сдавшихся союзникам.

#### Послевоенный Дерри
После второй мировой город пришёл в упадок, безработица выросла. Попытки «Комитета за университет в Дерри» открыть здесь ВУЗ не увенчались успехом.
Город стал одним из центров правозащитного движения в Северной Ирландии, так как католики испытывали политическую и экономическую дискриминацию со стороны проанглийских властей. В конце 1960-х в городе разгорелись споры о джерримендеринге в городе и окружающих районах.
В 1968 году правительство запретило проведение демонстрации, организованной «Ассоциацией гражданских прав Северной Ирландии», и разогнало её силами полиции. События, последовавшие за парадом «Подмастерий Дерри» в августе 1969 года, закончились Схваткой за Богсайд и, в конечном счёте, привели к началу широкомасштабного конфликта в Северной Ирландии.

### Конфликт в Северной Ирландии
Считается, что конфликт в Северной Ирландии, известный также как Смута (англ. The Troubles), начался с Схватки за Богсайд в Дерри (1969). 1972 год был отмечен трагедией Кровавого воскресенья, когда 13 участников мирного марша протеста были застрелены и ещё 13 ранены британскими войсками.
Также в городе действовало Движение в защиту гражданских прав. В начале 1970-х годов в Дерри было широкомасштабное военное присутствие англичан (см. en:Operation Banner), тем не менее, не прекратившее волнение. Во многих районах жители возводили баррикады, препятствующие английским силам.
Напряжённость постепенно спадала к концу конфликта в конце 1980-х и начале 1990-х годов. По утверждениям ирландского журналиста Эда Мэлони, уже в 1991 году республиканские лидеры смогли договориться о прекращении огня.

## Население
Население Дерри с пригородами (англ. Derry Urban Area) оценивалось в 105 066 человек на 2011 год. Из них 27 % — младше 16 лет, 14 % — старше 60; 75 % — католики и 23 % — протестанты.
Город был одним из немногих в Ирландии, чьё население возросло во время Великого голода, так как люди ехали туда из других регионов, пострадавших гораздо сильнее.

### Протестантскоеменьшинство
Многие выражали озабоченность возрастающим разделением города на католическую и протестантскую части. В 1971 году на левом берегу жили около 17 000 протестантов, но на протяжении 1970-х их количество уменьшалось; так, по переписи 2011, на левом берегу осталось лишь 3169 протестантов (при 54 976 католиках) и многие боялись, что этот процесс уже необратим.
Местная общественность предпринимает попытки разрешить эту проблему. В 2006 году на конференции, посвящённой примирению и терпимости, встретились различные светские и религиозные деятели.

## Экономика
Дерри — второй по значению экономический центр Северной Ирландии. Здесь традиционно располагались предприятия льняной, швейной, химической (DuPont) и пищевой промышленности. В последние годы развивается высокотехнологический сектор. Так, например, завод Seagate производит в Дерри 80 % магнитных головок для своих жестких дисков.

### История
До недавнего времени экономика города зависела от текстильной промышленности. При этом на фабриках работали, как правило, женщины, а среди мужского населения наблюдалась значительная безработица, что приводило к оттоку мужчин из города. История текстильной промышленности начинается с 1831 года, когда Уильям Скотт начал экспортировать в Глазго рубашки. Через 50 лет текстильная промышленность города уже была крупнейшей в Великобритании, рубашки из Дерри экспортировались по всему миру. Она была даже упомянута в «Капитале» Маркса:

The shirt factory of Messrs. Tille at Londonderry, which employs 1,000 operatives in the factory itself, and 9,000 people spread up and down the country and working in their own houses.
Своего пика эта промышленность достигла в 1920-е годы, когда в ней было занято около 18.000 человек. Позже, из-за низких цен на азиатскую продукцию, состояние отрасли стало ухудшаться.
Другим крупным работодателем был DuPont, открывший в 1958 в районе Мэйдаун свой первый европейский завод. Вначале на этом заводе производился неопрен, позже Hypalon. В последнее время там выпускаются лайкра и кевлар.

## Транспорт
По утверждениям жителей города, учитывая значение Дерри, второго по населению города Северной Ирландии и Ольстера, его транспортная сеть находится в неудовлетворительном состоянии. Город не соединён прямой автострадой ни с Белфастом, ни с Дублином.

### Автобусный транспорт
Сегодня в городе действуют 13 автобусных маршрутов, обслуживаемых компанией Ольстербас, после реорганизации городского транспорта в 2006, они ходят под маркой «англ. Ulsterbus Foyle». Между автобусной станцией и вокзалом ходит бесплатный автобус. Центральная станция расположена на улице Фойл.
англ. Ulsterbus обслуживает и междугородние линии, а Bus Éireann — маршруты, идущие в республику Ирландия.
Регулярное автобусное сообщение имеется с Белфастом, англ. Strabane, англ. Omagh, англ. Coleraine,а в Ирландской республике с англ. Letterkenny, англ. Buncrana,а также с Дублином, Слайго, Голуэем, Лимериком и международным аэропортом Шаннон.

### Воздушный транспорт
Аэропорт Дерри находится в 13 км от центра города и принадлежит городскому совету. В 2006 году, благодаря субсидиям, полученным от Евросоюза, была проведена реконструкция аэропорта.
В аэропорт ведёт трасса А2 (Ньюри — Дерри). Он является главным региональным аэропортом северо-запада Ирландии.
В 2015 пассажирооборот составил 284.482 человек, действовали постоянные рейсы в Лондон, Глазго, Ливерпуль и Майорку.

### Железнодорожный транспорт
Единственная железнодорожная станция Дерри, расположенная на правом берегу Фойла, является конечной на линии Лондондерри — Белфаст-Виктория-стрит (с остановками в Колрейн, Баллимони, Баллимене, Антриме, англ. Mossley West и англ. Belfast Central). Путь в Белфаст занимает 2 часа (дольше, чем регулярные автобусные маршруты).
Первая железная дорога в Дерри была открыта в 1847 году и вела в Эннискеллен. К началу XX века Дерри являлся крупным железнодорожным узлом, обслуживавшим весь северо-запад Ирландии. В конце XIX — начале XX века в городе также работала конка. В результате разделения Ирландии Дерри стал пограничным городом, что создавало множество проблем для перевозчиков. После второй мировой, с развитием автотранспорта, железные дороги всё больше приходили в упадок по всему острову. С 1965 года в Дерри ведёт единственная линия.

### Автотранспорт
Основные автостарды, ведущие в Дерри — A2 (по побережью), A5 и A6 (входит в Европейский маршрут E16).
Реку в черте города можно пересечь по одному из двух мостов — англ. Craigavon Bridge и мосту Фойл, длиннейшему в Ирландии.
В 2010 году участок A2 до аэропорта был расширен (до этого — однополосное шоссе). В 2017 году ведутся работы по расширению A6, что должно улучшить сообщение с Белфастом . Стоимость проекта — 320 миллионов £.
Расширение A5 проводится при совместном финансировании Северной Ирландии и Ирландской республики, эта трасса является продолжением ирландской N2, ведущей в Дублин.

### Морской транспорт
Порт Дерри, расположенный в 8 км северо-восточнее города — самый западный порт Великобритании, способен принимать 30 000-тонные суда. С 2000 до 2007 годовой тоннаж возрос на 65 %.
Порт использовался союзниками во Второй мировой войне, в конце которой здесь стояли сдавшиеся немецкие подлодки.
Река Фойл является судоходной на протяжении 16 км. До середины XX века действовал канал, связывающий реку с Страбаном.

## Официальная символика
Городской герб официально утверждён в 1613. Верхняя треть геральдического щита представляет собой герб лондонского Сити, ниже на чёрном поле слева — золотой скелет, сидящий на замшелом камне, справа — серебряный замок. Щит увенчан шлемом, опоясанный зелёным намётом. Внизу герба серебряная лента с начертанным чёрными литерами девизом «Vita, Veritas, Victoria», что на латыни значит «Жизнь, Правда, Победа».

## Образование
В Дерри расположен кампус Ольстерского университета, ранее англ. Magee College.
Тем не менее, до сих пор звучат призывы открыть в городе независимый университет. Сегодня в кампусе учатся 3.500 студентов (в Колрейне — ещё 5.000 и 19.000 — в Белфасте).
В городе расположен также Северо-Западный региональный колледж, где учатся около 30.000 студентов.
В Дерри находится одна из двух старейших в Северной Ирландии средних школ — Фойл- и Лондондерри-колледж. Она была основана в 1616 году.

## Архитектура
Дерри известен своей архитектурой. Это можно объяснить регулярной планировкой исторической части города, типичной для английских городов периода колонизации Ирландии. Её центром является «Бриллиант» — центральная площадь, откуда расходятся главные улицы с домами в поздне-георгианском, викторианском и эдвардианском стилях. Собор Святого Колумбы не вписывается в регулярную планировку, что подчёркивает его значение. Это был первым англиканский собор, построенным после реформации. Католический собор святого Евгения в Богсайде был построен только в конце XIX века.
Исторические здания за стенами включают в себя церковь святого Августина, расположенную на стене на месте древнего монашеского поселения; универмаг Остин с медной крышей, один из старейших в мире; здание суда в стиле неоклассицизма на Бишопс-стрит. Одним из символов города является поздневикторианский Гилдхолл (1890), где заседает городской совет.
В городе и его окрестностях много музеев и других достопримечательностей, среди них можно упомянуть Железнодорожный центр долины Фойла, Центр Амелии Эрхарт и заповедник, Памятный зал подмастерьев, район Богсайд с настенными росписями на тему конфликта, кладбище англ. Ballyoan, башня англ. O'Doherty (сегодня — музей), Музей порта, Музей свободного Дерри, Музей работного дома, парк св. Колумбы и мосты через Фойл. В 2011 году был открыт пешеходный «Мост мира», ведущий от Гилдхолла в старой части города в парк св. Колумбы на правом берегу Фойла. Он символизирует единство протестантской и католической общин, разделённых рекой.
Путеводитель Lonely Planet поставил Дерри на четвёртое место в списке городов, которые стоит посетить в 2013 году.

- Собор св. Евгения
- Гилдхолл
- Суд на Бишоп-стрит
- Церковь Лонг Тауэр

### Городские стены
Дерри — единственный обнесённый стеной город в Ирландии, сохранившийся полностью. При этом он был последним таким городом, построенным в Европе. Его стены являются крупнейшим объектом, находящимся под охраной государства в Северной Ирландии.
Стены были построены в 1613—1619 годах «Почтенным ирландским обществом», основанным лондонскими ливрейными компаниями для колонизации графства Дерри. Их целью была защита английских и шотландских поселенцев от местного населения. Толщина стен колеблется от 3,7 до 10,7 метров на разных участках. Сегодня по стенам проходит прогулочный маршрут, откуда хорошо виден исторический центр. Четверо оригинальных ворот — это Епископские (англ. Bishop's Gate), Паромные (англ. Ferryquay), Мясницкие (англ. Butcher Gate) и Портовые (англ. Shipquay). В 19-м веке, для облегчения проезда в город, были пробиты ещё три — Арсенальные (англ. Magazine Gate), Замковые (англ. Castle Gate) и Новые ворота (англ. New Gate). Внутри стен находится немало исторических зданий, например собор св. Колумбы 1633 года и Мемориальный зал подмастерьев.
Дерри — один из немногих европейских городов, чьи укрепления никогда не были взяты приступом. Город перенёс несколько осад, самая тяжёлая из которых, в 1689 году, длилась 105 дней. Отсюда происходит одно из прозвищ города — «Город-дева».

## Культура
В последние годы город стал известным благодаря своим художественным традициям — выходец из Дерри Шеймас Хини получил в 1995 Нобелевскую премию по литературе; в городе жили и работали поэт Шеймас Дин, драматург Брайан Фрил, писатель и музыкальный критик Ник Кон, художник Вилли Доэрти, группа The Undertones.
Настенные росписи на тему конфликта, созданные «Художниками Богсайда», Кинофестиваль Фойл, городские соборы и уличный фестиваль на Хеллоуин привлекают множество туристов. В 2010 Дерри был назван десятым самым музыкальным городом Соединённого королевства организацией PRS for Music.
В мае 2013 году Мартин Лютер Кинг III и пресвитерианский священник Дэвид Латимер открыли Монумент пламени мира (англ. Peace Flame Monument). Огонь зажгли дети обеих конфессий.

### Пресса
История местных газет «Журнал Дерри» (до 1880 — «Журнал Лондондерри») и «Стражник Лондондерри» тоже связаны с конфликтом — «Журнал Дерри» является второй газетой, основанной в Ирландии; когда в 1829 году его владелец поддержал равноправие католиков, главный редактор покинул газету и основал «Стражника Лондондерри».

В городе работает радиостанция «Радио Фойл ВВС» и коммерческая Q102.9. Ранее в городе существовало местное телевещание.

### События
- В 2013 Дерри стал первым городом, получившим звание англ. UK City of Culture
- «Хеллоуинский карнавал Берега Фойла» (ирл. Féile na Samhna) — старейший Хеллоуинский карнавал в Ирландии[78][79] Ежегодно на него собираются более 30.000 ряженых[80].
- Летом в городе проводится Tomo-Dachi, крупнейший Аниме-фестиваль Ирландии.[81]
- Годовщина Осады Дерри ежегодно отмечается организацией «Подмастерьев Дерри» недельным фестивалем.
- 9 декабря 2007 Дерри попал в Книгу рекордов Гиннесса, когда 13 000 Санта-Клаусов собрались вместе у стен города.[82]
- Победитель 2005 года сельскохозяйственного конкурса англ. Britain in Bloom в категории городов.

## Спорт
В городе много спортивных команд и клубов. Популярностью пользуются и обычный футбол и гэльский футбол.

### Футбол
Главными футбольными клубами города являются «Дерри Сити» (единственный североирландский клуб, выступающий в ирландском чемпионате), «Институт» (выступает в первом дивизионе Северной Ирландии), «Оксфорд Юнайтед Старс» и «Троянс» (оба в Межрегиональной лиге). В городе есть несколько молодёжных команд, а также женский клуб «Дерри Сити Ледис».

### Гэльский футбол и хёрлинг
Клуб Дерри выступает в ряде турниров Гэльской атлетической ассоциации по гэльскому футболу и хёрлингу. В частности, команда по гэльскому футболу выступает в Национальной футбольной лиге (чемпион 1947, 1992, 1995, 1996, 2000, 2008 годов), чемпионате Ольстера (чемпион 1958, 1970, 1975, 1976, 1987, 1993, 1998 годов) и, конечно, принимает участие во Всеирландском чемпионате (чемпион 1993 года). Также есть команда по хёрлингу, четырежды выигрывавшая чемпионат Ольстера (1902, 1908, 2000, 2001 годы). В городе и его окрестностях есть и другие команды гэльских видов спорта.

### Другие виды спорта
В городе есть команды по боксу, регби (Сити оф Дерри), баскетболу, крикету («Ардмор», «Бригейд», «Колрейн», «Драммонд», «Эглингтон», «Глендермотт», «Лимавади») и гольфу («Портстюарт», «Мойола Парк»).

## Известные уроженцы и жители
- Хини, Шеймас — писатель, нобелевский лауреат
- Дин, Шеймас — ирландский поэт, прозаик, литературовед
- Фаркер, Джордж — драматург
- Фрил, Брайан — драматург
- Хэннон, Нил (Neil Hannon, род. в 1970 г.) — композитор и поэт, лидер барокко-поп-группы The Divine Comedy
- Кэри, Джойс — писатель и художник
- Хьюм, Джон — политик, лауреат Нобелевской премии мира
- Макгиннесс, Мартин — политик
- Скэллон, Дана Розмари — певица и политик
- Гибсон, Даррон — футболист
- Фергюсон, Шейн — футболист
- Кэмпбелл-Хьюз, Антония — актриса
- О’Хара, Пэтси — активист ИНОА

## Галерея
- «Мост мира» в Дерри
- Голубь мира - настенная роспись в районе Богсайд
- Река Фойл ночью
- Монумент в память о Кровавом воскресенье.
- Монумент пламени мира, открыт в 2013 г.